# 美国军事援助越南司令部-研究观察团
美国军事援助越南司令部-研究观察团（英语：Military Assistance Command, Vietnam-Studies and Observations Group, 缩写为MACV-SOG或SOG), 简称为美军援越司令部-研究观察团或研究观察团，是美国一支高度机密的联合特种作战特遣队，在越南战争之前和期间进行隐蔽的非常规战争行动。
成立于1964年1月24日，研究观察团曾在越南共和国（南越）、越南民主共和国（北越）、老挝和柬埔寨执行战略侦察、俘虏抓捕、人员营救、特工行动以及心理战等任务。
研究观察团参与了越南战争中的大多数战役，包括北部湾事件、新春攻势、突击队狩猎行动、柬埔寨战役、蓝山719行动和复活节攻势等。而作为“越南化”政策的一部分，研究观察团在1972年4月30日解散，次日重组並降編为158战略技术署援助小队（Strategic Technical Directorate Assistance Team 158），以协助并转交其業务予南越军總參謀部技術署。
研究观察团也被认为是美国第一支真正意义上的联合特种作战特遣队，为后来的特种部队提供了经验。

## 任务
研究观察团的任务是对北越进行一系列非常规战争行动，主要是：战略侦察，包括在老挝和柬埔寨对胡志明小道和西哈努克小道进行侦察、在边境地区安装电子传感器、抓捕敌方俘虏和轰炸效果评估等；在东南亚各地进行战俘营救行动和搜救任务；训练当地人，将其空投至敌后行动；通过播送电台、投放传单等宣传攻势的心理战；突袭北越海岸、抓捕渔民的海上行动以及破坏、诱敌、削减资源等行动。

## 组织
作为一支联合特遣队，研究观察团的规模并不固定。1964年至1972年之间约有7800人在此服役过，最多时则有约2000名成员，这些人来自于美国陆军特种部队、美国海军三栖特战队、美国空军、美国海军陆战队武装侦察部队以及中央情报局等单位。此外，研究观察团有大量的当地雇佣兵，包括越南人、侬族、高地民族或柬埔寨人等。
研究观察团的总部位于西贡，在1965年至1966年期间组建了多个分支作戰单位，分别为：
- 31作戰隊（OPS-31），负责海上作战，基地位于岘港。
- 行动32作戰隊（OPS-32），负责空中支援，下属第1飞行分队（1st Flight Detachment），机组人员雇佣自臺灣來的中華民國空軍；美國空軍第15特战中队（英语：15th Special Operations Squadron）；第20特战中队（英语：20th Special Operations Squadron），代号“绿色大黄蜂”（Green Hornets）和“小马特快”（Pony Express）；南越空军第219中队，代号“王蜂”（Kingbee）。基地位于芽庄和泰国那空帕侬。
- 33作戰隊（OPS-33），负责心理战，基地位于西贡。
- 34作戰隊（OPS-34），负责特工行动的空降训练，当地雇佣兵的训练基地位于隆城，美军的训练基地位于钦德。
- 35作戰隊（OPS-35），负责地面作战。下属岘港的北部指挥部（Command and Control North），负责越南北部和老挝北部的行动；崑嵩的中部指挥部（Command and Control Central），负责老挝南部和柬埔寨北部的行动以及邦美蜀的南部指挥部（Command and Control South），负责越南南部和柬埔寨大部的行动。这些指挥部同时也隶属于第5特种作战群（英语：5th Special Forces Group (United States)），后者也为行动提供人手[3]。每个指挥部都有营级规模，拥有各自的侦察小队（Reconnaissance teams）和代号“战斧（英语：Hatchet Force）”的连级反应部队（Reaction/Exploitation force）。侦察小队通常由2-3名美军和6-9名当地人组成；反应部队主要由当地人组成，指挥官则由来自美国陆军第1特种部队群的美军担任，代号“蛇咬伤”（Snakebite）[6][7]。
- 联合人员搜救中心（Joint Personnel Recovery Center），负责战俘营救[8]。

研究观察团的历任團長如下：
- 陸軍上校 克莱德·罗素（Clyde Russell），1964年至1965年
- 陸軍上校 唐纳德·布莱克本（Donald Blackburn），1965年至1966年
- 陸軍上校 约翰·K·辛拉布（John K. Singlaub），1966年至1968年
- 陸軍上校 史蒂夫·卡瓦纳（Steve Cavanaugh），1968年至1970年
- 陸軍上校 约翰·F·萨德勒（John F. Sadler），1970年至1972年

## 历史

### 成立
早在1956年，中央情报局就开始了对北越的秘密行动。随着越南战争的逐步升级，为了对北越进行更有效的特种作战，中央情报局的秘密行动项目被移交至军方。美国参谋长联席会议于1964年1月24日创建了研究观察团，一支附属于美国军事援助越南司令部的绝密非常规战争联合特遣队。研究观察团实际听令于反叛乱与特殊活动特别助理（Special Assistant for Counterinsurgency and Special Activities）及其在五角大楼的下属，因为美军援越司令部的指挥官威廉·威斯特摩兰上将并没有权力在南越境外展开行动。

### 行动34A
研究观察团接手了中央情报局的秘密行动，这些行动被命名为行动34A，内容主要是训练当地人对北越发动心理战、海上突袭或深入敌后进行破坏、情报搜集的长期特工行动，旨在逼迫北越停止对南越境内的越南南方民族解放阵线的支援。

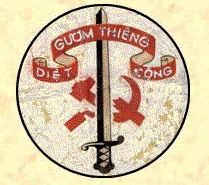
爱国者神剑联盟徽章

为了进行心理战，研究观察团虚构了一个名为爱国者神剑联盟的组织。北越渔民被绑架并扣押在南越岘港外的占婆岛。他们被告知小岛在北越境内，由爱国者神剑联盟控制。团体的成员则是南越人，向渔民宣传反对中国干涉越南等思想。研究观察团通过播送电台、投放固定调频的收音机和传单来营造这一组织。而作为海上突袭的一部分，1964年7月31日，南越海军的4艘炮艇和突击队对北越海岸外的湄岛和纽岛发动攻击，就此引发了北部湾事件，标志着越南战争的进一步升级。长期特工行动则不尽人意，1964年至1967年期间，空投至北越的大约300名特工在抵达目的地途中或不久便被杀或被捕。

### 跨境行动
由于越南人执行的跨境侦察行动的失败，美军援越司令部决定行动必须有美军的参与。1965年9月21日，五角大楼授权研究观察团从南越西部边境进入中立国老挝侦察胡志明小道，行动代号“闪铜”（Shining Brass），由位于岘港的指挥部指挥。侦察小队经过训练之后从前进行动基地出发，乘直升机穿越边境。任务是进入目标区域，搜集情报并尽可能久地保持匿踪。通讯由前进空中管制员保障，让小队可以呼叫空袭或直升机撤离。10月18日开始第一次任务，目标为一座位于老挝境内24公里，165号公路上的卡车终点站。任务成功，对终点站呼叫了88架次的轰炸。美国驻老挝大使威廉·苏利文被授予了老挝境内行动的控制权。他对研究观察团的行动作出了一系列限制，包括渗透的深度、目标的选择、行动的时长等，导致大使和研究观察团官兵之间不和，后者讽刺苏利文为“陆军元帅”。

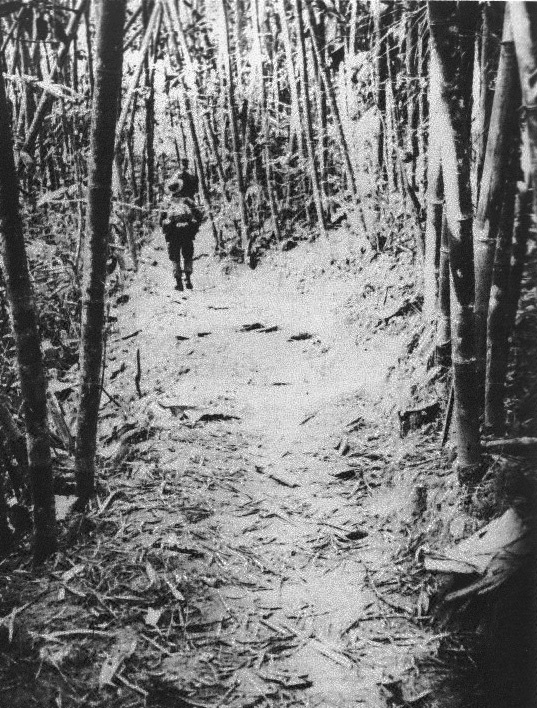
侦察小队在老挝对胡志明小道进行侦察

1965年末，研究观察团分别为心理战、海上、空降和空中行动组建了分支单位。1966年，联合人员搜救中心成立。任务是搜集与协调有关己方战俘的情报、在东南亚执行代号为“强光”（Brightlight）的救援任务。同年建立了为侦察小队提供支援的反应部队。
1967年，美军援越司令部已经明确北越在中立国柬埔寨建立了后勤系统。研究观察团受命进入柬埔寨进行侦察，行动代号“丹尼尔·布恩”（Daniel Boone），由位于邦美蜀的指挥部指挥。侦察小队面临比在老挝行动更多的限制，他们必须避免一切不必要的战斗，小队的规模比在老挝时更小，空中支援也受限。同年研究观察团开始了长子计划，将做过手脚的弹药混入敌方的武器中，还参与了马斯尔·肖尔斯行动，任务是侦察并在非军事区西部和老挝东南部安装电子传感器。由于行动34A中长期特工行动的失败，研究观察团开始了新的特工项目，也就是对敌方后勤路线进行侦察的短期道路监视与目标获取（Short Term Roadwatch and Target Acquisition）。  
北越在1968年发动了新春攻势，迫使研究观察团在北越的行动暂停，专注于在南越境内支援前线部队。8月22日晚，新春攻势第三阶段期间，4号前进行动基地遭受袭击，17名美军特种部队士兵阵亡，这也是研究观察团在越南战争中的单日最高伤亡。美国与北越随后举行和谈，研究观察团对北越的心理战和特工行动只得结束。同年，研究观察团参加了对胡志明小道进行轰炸的突击队狩猎行动，在老挝执行了侦察、传感器安置、窃听和轰炸效果评估的任务。
1970年9月11日，研究观察团的反应部队和16名美军开始了顺风行动，深入老挝对北越军队进行牵制，为老挝皇家陆军提供支援。同年，美国和南越入侵柬埔寨，在5月开始了对柬埔寨的空袭，研究观察团在柬埔寨的侦察小队因此获得了所需的空中支援。11月21日，研究观察团参与了突袭山西战俘营的象牙海岸行动。

### 越南化及解散
1971年美军开始撤出南越。作为越南化的试水，美国准许南越发动蓝山719行动，以进入老挝切段胡志明小道。南越军队主导了战斗，研究观察团的侦察小队在行动开始前牵制了敌人，并在最后掩护南越部队撤退，但不被允许参与行动的主体部分。3月底，第5特种作战群撤回美国，反应部队被解散，指挥部被重命名为特遣队顾问部（Task Force Advisory Elements）。对研究观察团来说，越南化已经接近完成。
1972年初，美国人已经不被允许进入老挝或柬埔寨行动。業已更名为“燎原之火”（Prairie Fire）和“塞勒姆屋”（Salem House）的老挝和柬埔寨跨境行动再次分别更名为“芙蓉”（Phu Dung）和“糖棕”（Thot Not），由当地人组成的特别突击队（Special Commando Units）继续执行。3月30日，北越发动复活节攻势，跨境行动不得不中止。正如在春季攻势中，研究观察团专注于在境内支援前线部队。4月30日，研究观察团被解散。地面作战单位解散，由联络处顾问分遣队（Liaison Service Advisory Detachments）替代。空中作战单位解散。联合人员搜救中心改歸联合伤亡人员处理中心（Joint Casualty Resolution Center）。心理战相关人员和设备移交予南越军總參謀部技術署和公共事务联合办公室（國防部、國務院、新聞署跨局處編成）。5月1日，研究观察团重组为158戰略技術署援助小组（Strategic Technical Directorate Assistance Team 158），负责协助南越軍技術署接管研究观察团的業务并提供建议和技术支援，直到1973年3月12日解散為止。

## 装备

### 个人装备
由于研究观察团是一支非常规战争部队，所以使用的装备和常规部队有所不同，会根据不同的任务需求选择不同的装备，行动也时不会携带身份牌或部队标识。最常用的武器是CAR-15卡宾枪。有时会选择敌方武器，例如AK-47突击步枪。还使用过为了行动方便被锯短枪管的M79榴弹发射器等武器。最常用的制服是虎纹迷彩服，装具则通常经过改装。而为了减少行动时发出声音，有时会使用帆布带或胶带作为武器背带。呼叫空中支援时使用的是黄色烟幕弹而不是绿色，以便在丛林中有更好的辨识度。
以下是SOG曾經使用過的部分武器：
- -  M16／M16A1突擊步槍
  -  CAR-15卡賓槍
  -  56式自動步槍（大量繳獲使用）
  -  M14自動步槍
  -  M21狙擊手武器系統
  -  卡爾·古斯塔夫M/45衝鋒槍
  -  烏茲衝鋒槍
  -  湯普森衝鋒槍
  -  M3衝鋒槍
  -  斯登衝鋒槍
  -  M60通用機槍
  -  RPD輕機槍（大量繳獲使用，部分被鋸短槍管及移除兩腳架以增加機動性）
  -  M1911A1手槍
  -  白朗寧大威力手槍
  -  威爾羅德消聲手槍
  -  M79榴彈發射器（部分被鋸短槍管及槍托以增加機動性）
  -  中國湖泵動式榴彈發射器
  -  XM148榴彈發射器（下掛在M16／M16A1護木下）
  -  M203榴彈發射器（下掛在M16／M16A1護木下）

### 载具
研究观察团使用过多种空中载具，例如经过改装的C-123运输机（第1飞行分队）、MC-130E特种飞机（第15特种作战中队）、CH-3C/E直升机（第20特种作战中队）、UH-1直升机（第20特种作战中队）和CH-34直升机（南越空军第219中队）等。而为了行动的隐蔽，载具通常都没有部队标识。
研究观察团曾接收美国海军的16艘肮脏级巡逻艇。这些巡逻艇投入海上行动使用，船员全部来自南越海军。

## 荣誉
总统部队嘉奖（陆军）
2001年4月21日，美国陆军在布拉格堡授予了研究观察团总统部隊單位嘉奖。

## 著名團員
- 劳里·托尔尼：曾先后在芬兰国防军、纳粹德国武装党卫队和美国陆军特种部队服役，在研究观察团的首次跨境任务中阵亡[42]。
- 亚瑟·“公牛”·西蒙斯（英语：Arthur D. Simons）：在研究观察团服役期间领导了突袭山西战俘营的象牙海岸行动，因此获得杰出服役十字勋章[32]。
- 艾尔登·巴格维尔（英语：Eldon Bargewell）：在研究观察团服役期间获得了杰出服役十字勋章，于1996年至1998年担任三角洲部队指挥官[43]。

此外，有12名研究观察团團員获得了荣誉勋章：罗伊·贝纳维德斯、乔恩·卡瓦亚尼、詹姆斯·弗莱明、洛伦·哈根、罗伯特·霍华德、约翰·克登伯格、富兰克林·米勒、托马斯·诺里斯、盖瑞·罗斯、乔治·希斯勒、迈克尔·桑顿和弗雷德·扎比托斯基。

## 流行文化
- 1979年电影《现代启示录》，主角所在部队即为研究观察团[46]。
- 2004年電子遊戲《戰地風雲：越南》中作為可玩陣營登場。
- 2010年电子游戏《決勝時刻：黑色行動》，研究观察团在剧情和多人模式中均有登场[47]。
- 2020年電子遊戲《決勝時刻：黑色行動冷戰》的戰役模式中在主角“鈴”的虛假回憶關卡中登場，另外數名主要角色也曾在研究觀察團服役。

### 书目
- Joint Chiefs of Staff. . 1970.
- US Military Assistance Command, Vietnam, Strategic Technical Directorate Assistance Team 158. . Saigon: STDAT-158. 1973.
- US Military Assistance Command, Vietnam Studies and Observations Group. . Saigon: MACVSOG. 1965.
  - ——. . Saigon: MACVSOG. 1966.
  - ——. . Saigon: MACVSOG. 1967.
  - ——. . Saigon: MACVSOG. 1968.
  - ——. . Saigon: MACVSOG. 1969.
  - ——. . Saigon: MACVSOG. 1970.
  - ——. . Saigon: MACVSOG. 1971.
  - ——. . Saigon: MACVSOG. 1972.
- Colby, William. . New York: Simon & Schuster. 1978. ISBN 0-671-22875-7.
- Parnar, Joe; Dumont, Robert. . Boulder, Colorado: Paladin Press. 2007. ISBN 9781581606263. OCLC 239277869.
- Plaster, John L. . New York: Simon and Schuster. 2004. ISBN 0684856735. OCLC 54537114.
- Singlaub, John K.; McConnell, Malcolm. . New York: Summit Books. 1991. ISBN 0671705164. OCLC 23583308.
- Maitland, Terrence; McInerney, Peter. . Boston: Boston Publishing Company. 1983. ISBN 0939526050. OCLC 10103256.
- Moïse, Edwin. . Chapel Hill: University of North Carolina Press. 1996. ISBN 0-8078-2300-7. OCLC 34477141.
- Nolan, Keith W. . Novato, CA: Presidio. 1986. ISBN 0891412476. OCLC 13581560.
- Plaster, John L. . Boulder, Colorado: Paladin Press. 2000. ISBN 1-58160-597-8. OCLC 44584774.
- Shultz, Richard H. . New York: Harper Collins. 1999. ISBN 0-06-019454-5. OCLC 42061189.